# Roger Bénévant
Roger Bénévant es un pintor y escultor contemporáneo francés, nacido el año 1930 en el suroeste de Francia.

## Datos biográficos
Comenzó sus estudios en la École des Beaux Arts de Toulouse (fr), pero muy pronto, ansioso por emanciparse de toda tutela, decide ir a París en 1950. Bajo la influencia del paisaje urbano de la capital, desarrolló una pintura especial que rápidamente cautivó a muchos aficionados, escritores y poetas.

Ses toiles sont chaudes de soleil noir, de foules traversées en vain. Elles donnent ce qu'elles ont absorbé : la gravité du solitaire.
(René Laporte 1953) 

Roger Bénévant participó en varios salones y en el Festival de jóvenes pintores de Edimburgo en 1952. En 1953, bajo el impulso de un grupo de aficionados, organizó en París, su primera exposición individual (Galerie du Cirque).

(...) Una pintura feroz ... los colores son brillantes, pero componen un universo de sombras y resonancias misteriosas.
...une peinture farouche... les couleurs sont vives mais composent un univers sombre aux résonances mystérieuses.
(Jacques Languirand, 1953 - Arts 

Posteriormente, en 1954 ganó el segundo premio Charles Pacquement. Fue en ese momento cuando se organizó en torno a Roger Bénévant un grupo de coleccionistas, que querían apoyar su trabajo, compartiendo casi la totalidad de su producción.
Después de algunas exposiciones especiales, tanto en París como en provincias, Roger Bénévant llevó a cabo, junto con la pintura, una investigación personal sobre los mitos y los símbolos que le llevó a un cambio de dirección en su pintura, eco lejano pero real de estas mismas preocupaciones.
Se refugió en una cierta soledad en la que se llevó a cabo una serie de grandes lienzos con temas mitológicos. Esta empresa duró dieciséis años y terminó en 1978, en una serie de doce telas de gran formato 120 (195 x 130 cm) presentada bajo el título "La Suite Mythologique", que en conjunto forman un todo.

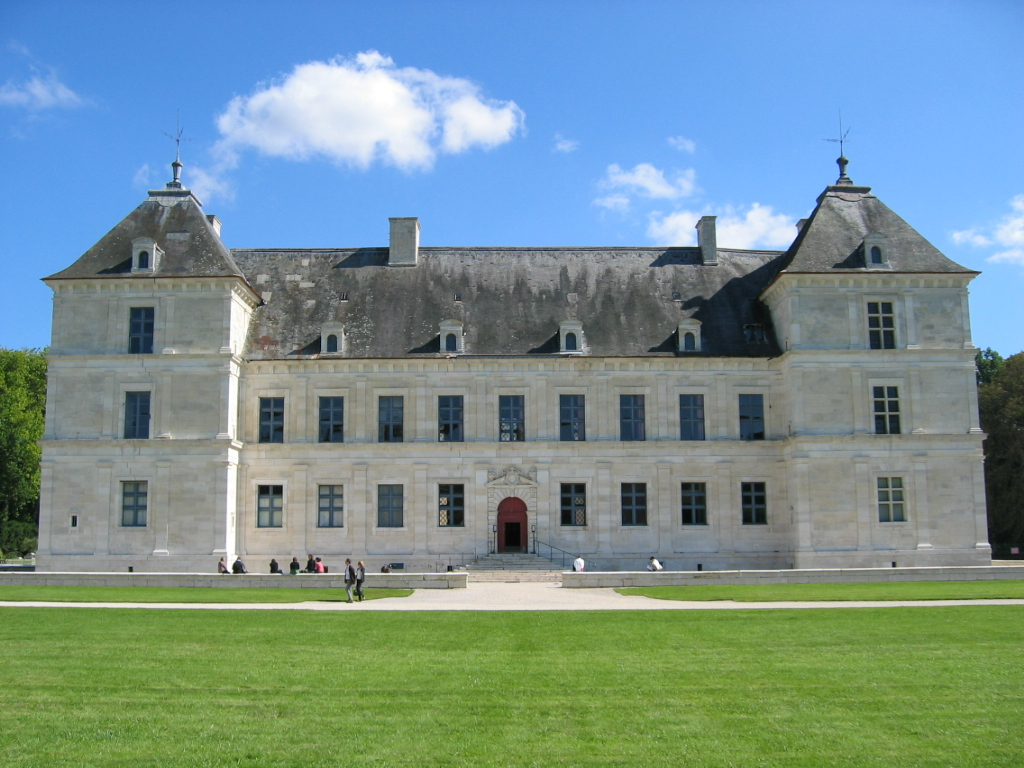
El Château d'Ancy-le-Franc, donde se presentó su obra en 1983.

Durante este período, Roger Bénévant no abandonó los formatos pequeños y medianos, pero la producción fue limitada y su exigente dedicación no le permitió hacer exposiciones especiales.
Sin embargo, en 1983, "La Suite Mythologique" en su totalidad, junto con muchas otras pinturas, bodegones, paisajes y retratos se exhibieron durante tres meses en el marco incomparable del castillo de Ancy-le-Franc (Yonne).

(...) Una alquimia compleja mezclada con una impresionante limpidez material, un virtuosismo unido a un rigor obvio: aquí está el arte a doble faz de un artista-demiurgo ... esta solitario que a lo largo de veinte años ha cortado los lazos con el siglo... artista exigente y secreto nos da hoy los frutos de su retiro, los de una aventura extraordinaria dedicada a la búsqueda de su propia verdad artística y de su lenguaje. Impulsado por una espiritualidad inquieta y vigilante, es sobre todo el arte de la fantasía y el mito a través de la pintura ... Se llena el ojo y la razón del espectador con el impresionismo gestual, la calidad de la materia, por la disciplina interna de la arquitectura.
... Une alchimie complexe mêlée à d'étonnantes limpidités de matières, une virtuosité unie à une rigueur évidente : voici l'art à double facette d'un peintre-démiurge... ce solitaire qui durant vingt ans a coupé les liens avec le siècle... cet artiste exigeant et secret nous livre aujourd'hui le fruit de sa retraite, ceux d'une aventure hors du commun consacrée à la recherche de sa propre vérité artistique et de son langage. Animé d'une spiritualité inquiète et vigilante, cet art de mythe et de chimère reste de la peinture avant tout... Il comble à la fois l’œil et la raison du spectateur par son impressionnisme gestuel, la qualité de la substance, par la discipline interne de son architecture
 Gérald Schurr 1983 - La Gaceta Drouot

El tema: la mitología griega, el estilo: la fuerza de Cézanne y la investigación luministade los Nabis... Roger Bénévant es un puente entre la cultura clásica y el arte del siglo XX. Su pintura poderosa y original renueva brillantemente el movimiento simbolista.
 Véronique Prat 1983 - Figaro Magazine

En 1993, después de diez años de silencio y de trabajo en secreto, una gran exposición se organizó en las instalaciones del Groupe Azur en la rue Boissy d'Anglas de París. Durante tres meses, esta exposición ofreció a los visitantes la oportunidad de vislumbrar una especie de retrospectiva de las principales fuentes en las que Roger Bénévant se inspiró:
- Uno en la vida diaria: bodegones, paisajes y retratos.

Lo fantástico surge naturalmente de la contemplación sostenida lo que está al alcance de la vista, de las frutas y verduras todos los días...

- La otra interpretación de los grandes temas mitológicos.

La Suite Mythologique es impresionante. Una visión poderosa, grandiosa, impone una profunda unidad en los doce enormes lienzos, donde los personajes (Ícaro, Hércules, Orfeo, Ganímedes, las Danaides, etc) sólo se diferencian lo justo en un continuo torrencial y eruptivo dominado de rojo y amarillo...
(Henri Raynal 1993 - Artes ptt)

... El resultado de un viaje de investigación en la interpretación de su simbolismo y de las fuerzas espirituales ..."
(D.Chudet 1993 - La Côte des Arts) 

- Y la escultura que, desde los años 90, ocupó más espacio en sus creaciones, la investigación sobre la dinámica del cuerpo humano fijado en la materia.

Durante la década de 1990, Roger Bénévant trabajó en el proyecto de un gran tríptico , "La apoteosis de Hércules" - “ L’Apothéose d’Héraclès ”- cuya parte central fue expuesta en la exposición de 1993.
La realización de este conjunto (255 x 380 cm) tuvo una duración de diez años. Por el momento este gran tríptico nunca ha sido presentado al público en espera de encontrar el lugar adecuado...
Después de la presentación de varias de sus últimas creaciones en Lieja y París, se celebró en Roma en 2003, una exposición con un nuevo lienzo y esculturas de gran formato.
Por otra parte, una asociación, la Asociación de Amigos de Roger Bénévant, fue fundada el 22 de octubre de 1998, bajo la influencia de varios amantes y coleccionistas. Su objetivo es dar  conocer y difundir su trabajo.
Además, Roger Bénévant presentó en septiembre de 2004 un libro publicado por Dervy, bajo el título Liber Corax - La regla, el compás y el círculo.
En 2009, recibió en su estudio al crítico Jacques Languirand, quien en 1953 había firmado los primeros trabajos críticos sobre Roger Bénévant. Esta incursión en el mundo del escultor y pintor fue filmado y transmitido por repere.tv.